# Mary Sweeney
Mary Sweeney (Madison, 1 januari 1953) is een Amerikaans filmeditor, scenarioschrijfster en producente. In 2006 was ze kortstondig getrouwd met regisseur David Lynch, met wie ze regelmatig samenwerkt. In 2002 won ze een BAFTA Award voor de montage van diens film Mulholland Drive.

## Carrière
Mary Sweeney behaalde een bachelor in geschiedenis aan de University of Wisconsin-Madison en nadien ook een master in filmstudies aan New York University.
Gedurende de jaren 1980 werkte ze assistent-monteur mee aan filmproducties als Reds (1981), Tender Mercies (1983), The Little Drummer Girl (1984) en Places in the Heart (1984).
In 1986 werkte ze als assistent van monteur Duwayne Dunham mee aan Blue Velvet. Het was haar eerste samenwerking met regisseur David Lynch. Gedurende de jaren 1990 werkte ze met de regisseur ook samen aan de serie Twin Peaks (1990–1991) en de films Fire Walk with Me (1992), Lost Highway (1997) en The Straight Story (1999).
Eind jaren '90 werkte Sweeney met Lynch samen aan een pilot voor ABC. Omdat het project niet werd opgepikt door de tv-zender werd de pilot nadien door Lynch en Sweeney omgevormd tot een film. Het eindresultaat, getiteld Mulholland Drive (2001), leverde haar in 2002 een BAFTA Award op.
In mei 2006 huwden Sweeney en Lynch, maar de twee braken hun relatie vrijwel meteen af. Na een maand besloten de twee opnieuw te scheiden. Datzelfde jaar brachten de twee met Inland Empire (2006) ook een nieuwe film uit.
In 2009 schreef, regisseerde, monteerde en produceerde Sweeney de dramafilm Baraboo, over zes mensen die in een aftands motel in haar geboortestaat Wisconsin wonen. Sinds 2018 is ze ook als producente en schrijfster betrokken bij The Romanoffs, een serie van streamingdienst Amazon Video die door Matthew Weiner ontwikkeld werd.

## Filmografie

### Film
| Jaar | Titel                         | Regisseur | Scenarist | Monteur | Producent |
| ---- | ----------------------------- | --------- | --------- | ------- | --------- |
| 1992 | Twin Peaks: Fire Walk with Me |           |           |         |           |
| 1994 | Nadja                         |           |           |         |           |
| 1997 | Lost Highway                  |           |           |         |           |
| 1999 | The Straight Story            |           |           |         |           |
| 2001 | Mulholland Drive              |           |           |         |           |
| 2006 | Inland Empire                 |           |           |         |           |
| 2009 | Baraboo                       |           |           |         |           |
| 2011 | Two Knives                    |           |           |         |           |

### Televisie
| Jaar  | Titel         | Scenarist | Monteur | Producent |
| ----- | ------------- | --------- | ------- | --------- |
| 1990  | Twin Peaks    |           |         |           |
| 1992  | On the Air    |           |         |           |
| 1993  | Hotel Room    |           |         |           |
| 2018– | The Romanoffs |           |         |           |